# Dasyomma univittatum
Dasyomma univittatum är en tvåvingeart som beskrevs av Malloch 1932. Dasyomma univittatum ingår i släktet Dasyomma och familjen bäckflugor. Inga underarter finns listade i Catalogue of Life.